# Horní Moštěnice
Horní Moštěnice (jméno je v jednotném čísle, německy Ober Moschtienitz) je obec ležící v okrese Přerov. Nachází se cca 3,5 km jižně od Přerova u hlavní silnice spojující Přerov s Hulínem a u trati Přerov–Břeclav (součást II. železničního koridoru). Obcí protéká řeka Moštěnka. Žije zde přibližně 1 700 obyvatel.

## Název
Nejstarší podoba jména vesnice byla Moščenica a byla na ni přenesena od vodního toku, jehož jméno (od přídavného jména moščená, původně příčestí slovesa mostiti - "opatřit mostem") vyjadřovalo, že byl opatřen mosty. Jméno moščenice bylo také označení hatí, jimiž se zpevňoval břeh v okolí mostů. Přívlastek Horní doložen od konce 17. století na odlišení od (bývalé) vesnice Dolní Moštěnice.

## Historie
První zmínky o obci pochází z roku 1141.
Za třicetileté války, v létě 1643, se v Moštěnici utábořila švédská armáda generála Torstenssona, která odtud kontrolovala a plenila velkou část Moravy i přilehlé rakouské kraje. Při odchodu v září 1643 Švédové vesnici zcela vypálili a pobořili místní tvrz. Do dnešních dnů se dochovaly zbytky polního opevnění, které Švédové zbudovali na obranu svého ležení na návrších nad vesnicí, tzv. Švédské šance.
V roce 1819 obyvatelé vesnice participovali na neslavně proslulé bitvě čtyř králů. V noci z 18. na 19. června 1945 bylo na území obce československými vojáky povražděno 265 karpatských Němců a Maďarů, z toho 120 žen a 74 dětí (viz Masakr na Švédských šancích).

## Obyvatelstvo
Vývoj počtu obyvatel vesnice od konce 18. století:
| Rok            | 1791 | 1834 | 1850 | 1890 | 1900 | 1910 | 1921 | 1930 | 1940 | 1945 | 1950 | 1960 | 1980 | 2006 | 2014 | 2018 | 2022 |
| -------------- | ---- | ---- | ---- | ---- | ---- | ---- | ---- | ---- | ---- | ---- | ---- | ---- | ---- | ---- | ---- | ---- | ---- |
| Počet obyvatel | 928  | 1044 | 1035 | 1366 | 1497 | 1573 | 1713 | 1642 | 2111 | 2035 | 1860 | 1861 | 1588 | 1588 | 1657 | 1668 | 1674 |

## Vybavenost obce
Dle Sčítání lidu, domů a bytů 2021 v Česku bylo v obci 581 domů. Funguje zde mateřská škola, základní škola (1. až 9. ročník), zdravotní středisko, kino, knihovna a kulturní dům. Mezi významné podniky patří Hanácká kyselka, a. s. a místní zemědělské družstvo.

## Doprava
Obec je díky své poloze dobře spojena s Přerovem i ostatním světem autobusem i vlakem. Na území obce končí dočasně dálnice D1, která se zde napojuje na silnici I/55 v úseku Přerov – Hulín. Cenrem obce prochází stará silnice I/55J. Silnice III. třídy na území obce jsou:
- III/0555 Horní Moštěnice – Přerov
- III/0558 (Nádražní ulice)
- III/0559 Horní Moštěnice – Beňov

## Zajímavosti
V obci se nachází zámeček, v němž aktuálně sídlí obecní úřad. Rozsáhlé a necitlivé přestavby za komunistické éry zničily prakticky vše, co bylo na stavbě cenného, částečně zachováno zůstalo pouze průčelí. K zámečku přiléhá zámecká zahrada, v níž se občas odehrávají kulturní akce. V této zahradě se nachází památný strom – asi 170 let starý jinan dvoulaločný s názvem Moštěnský jinan. Další pamětihodnosti ve vesnici jsou farní kostel Nanebevzetí Panny Marie a socha sv. Jana Nepomuckého nacházející se u hlavní silnice na břehu řeky Moštěnky. Kousek na východ od vesnice byly nalezeny trosky staré středověké tvrze. V katastru obce se vyskytují tři minerální prameny, jeden z nich je stáčen jako Hanácká kyselka.
Samospráva obce od roku 2012 pravidelně 5. července vyvěšuje zlato-červenou moravskou vlajku.

## Galerie

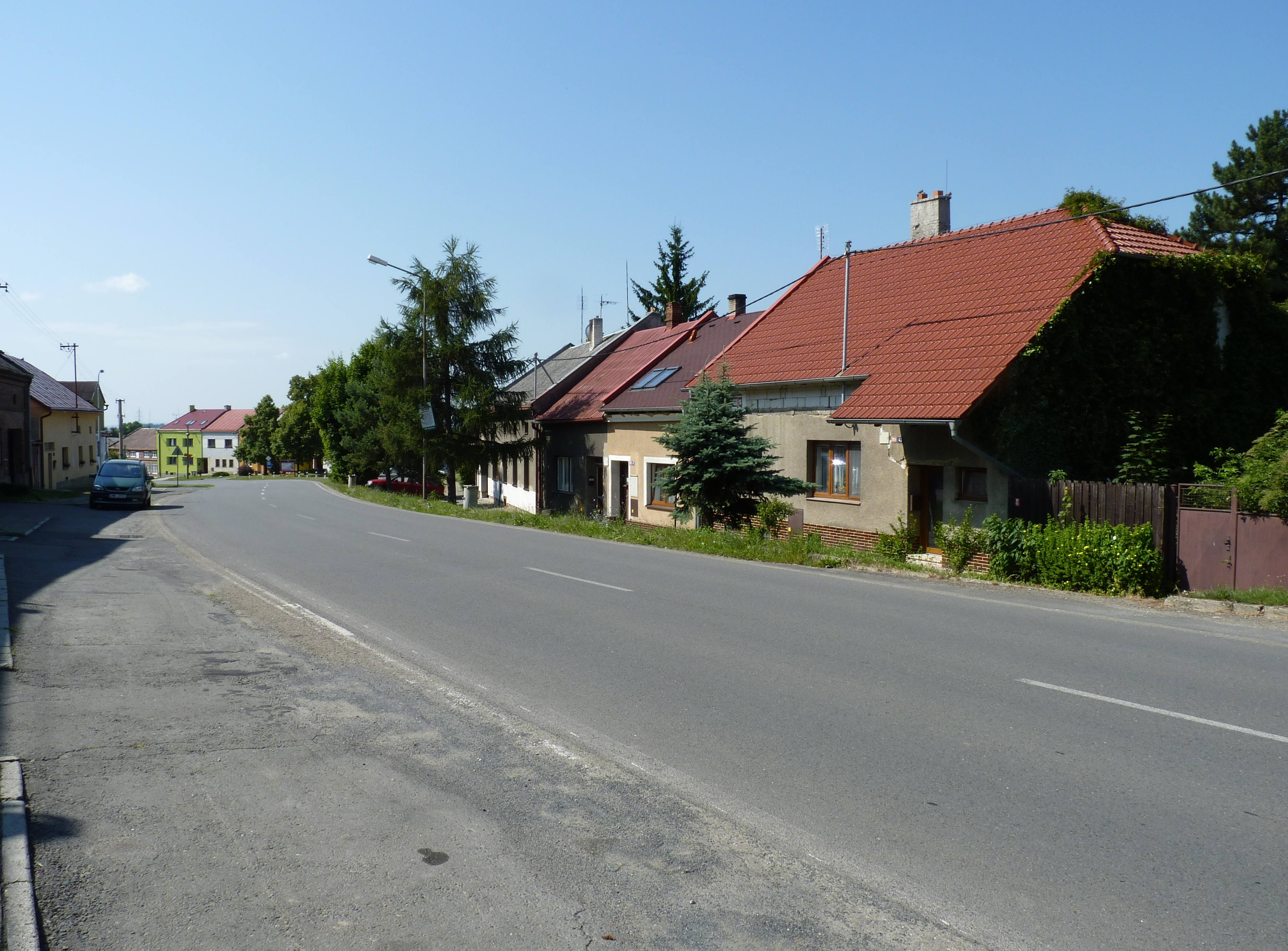
Ulice 9. května, příjezd od Přerova
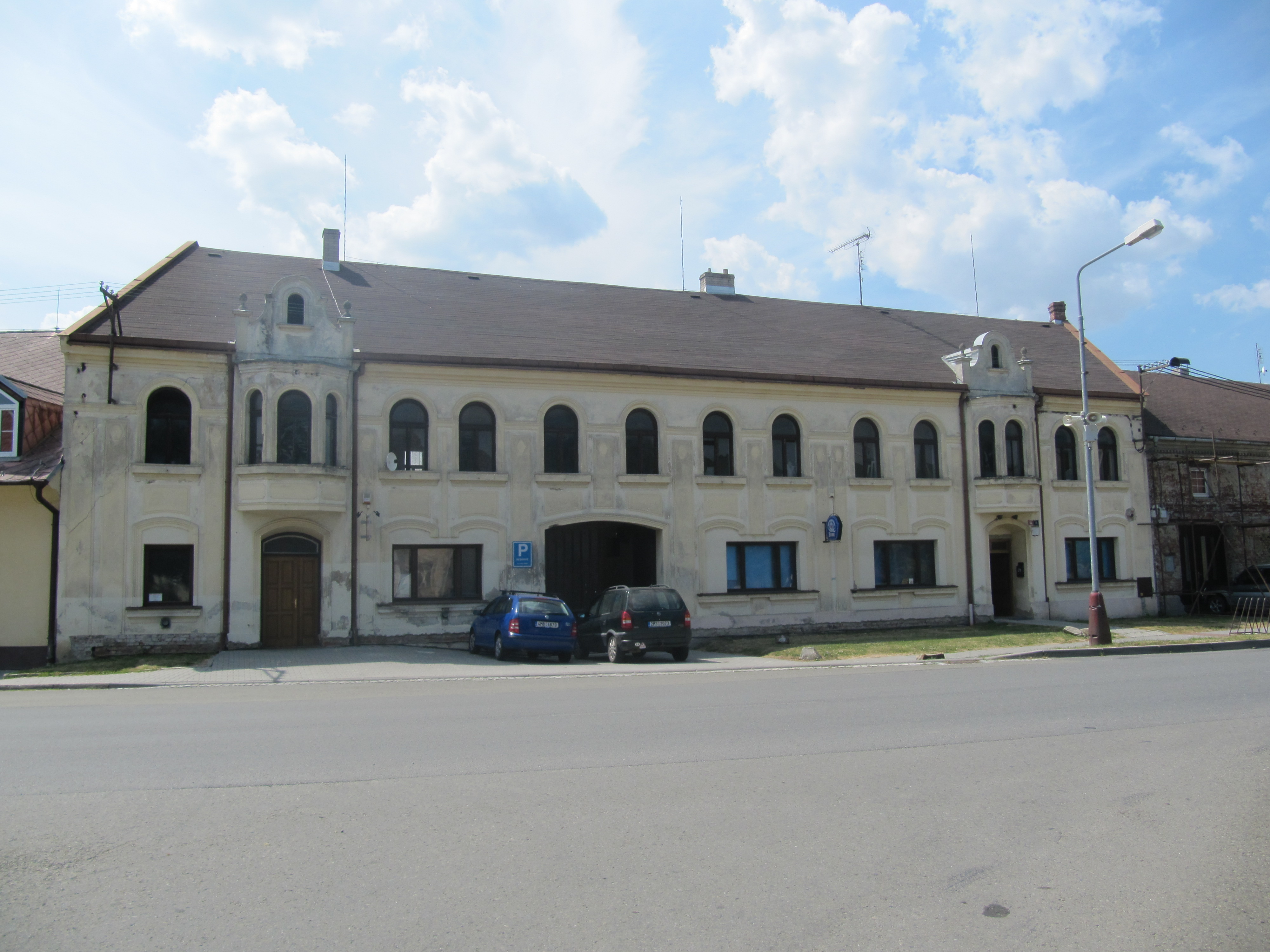
Restaurace Náměstí Dr. M. Tyrše 64
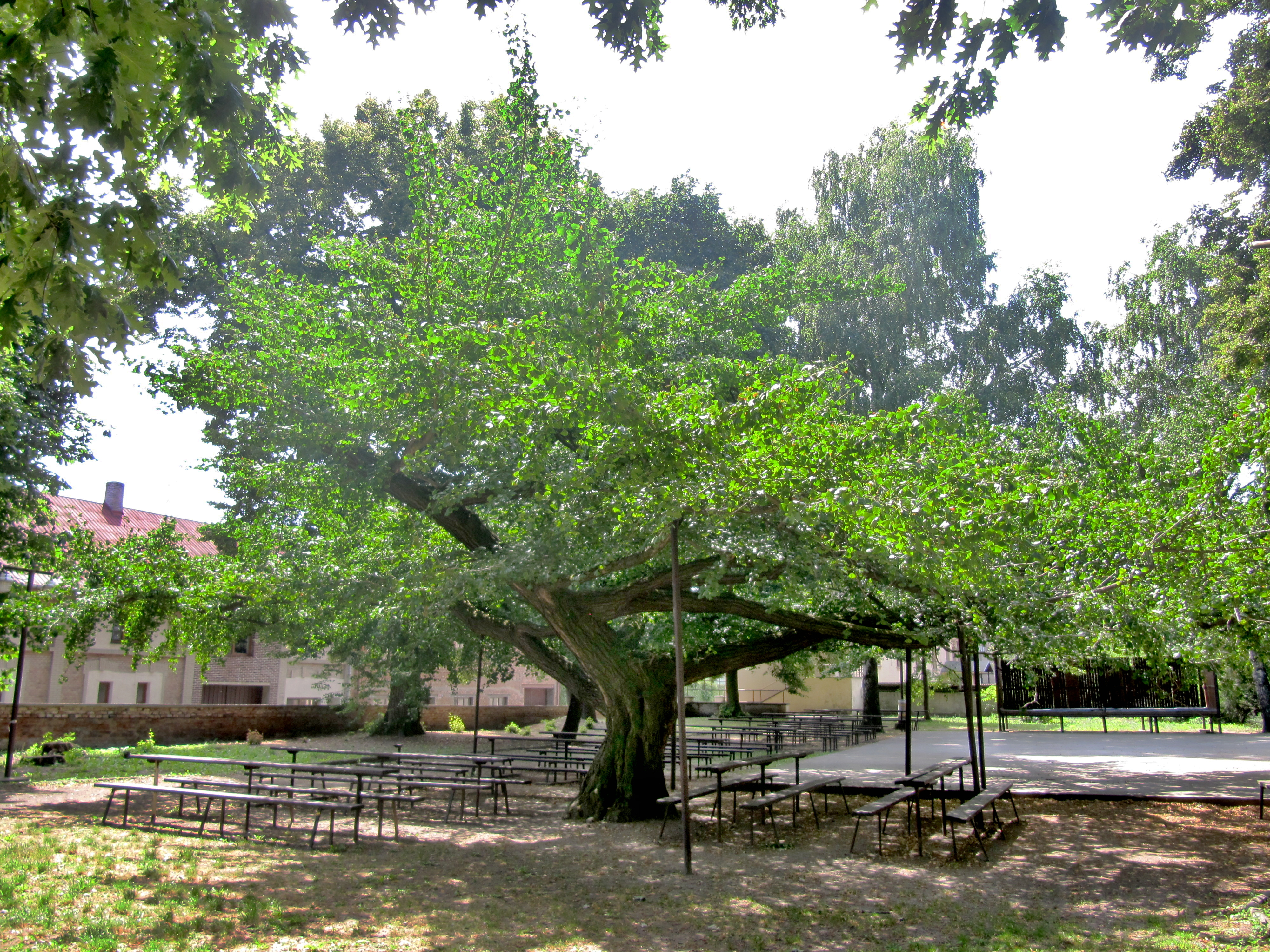
Moštěnský jinan v zámecké zahradě
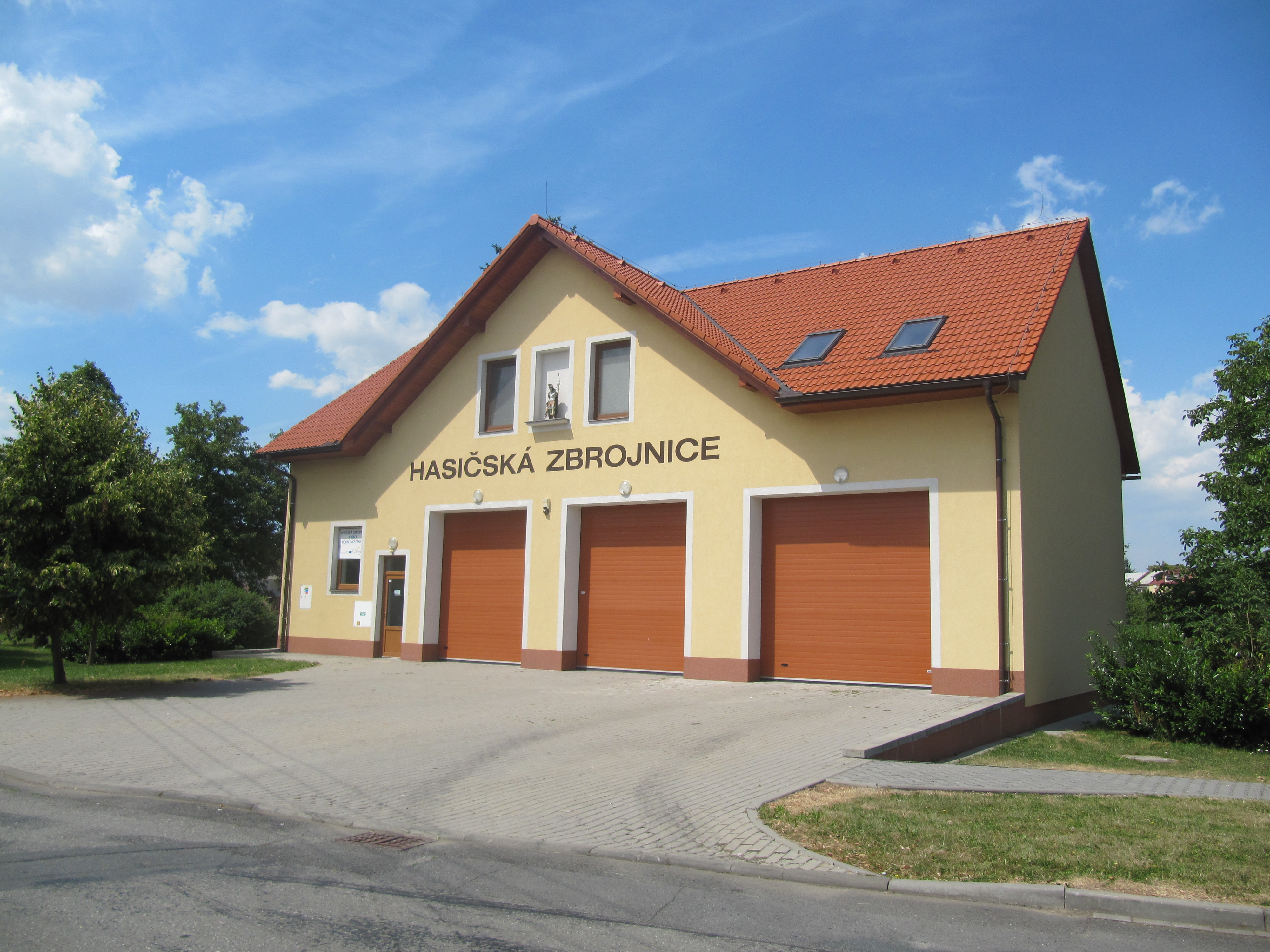
Hasičská zbrojnice
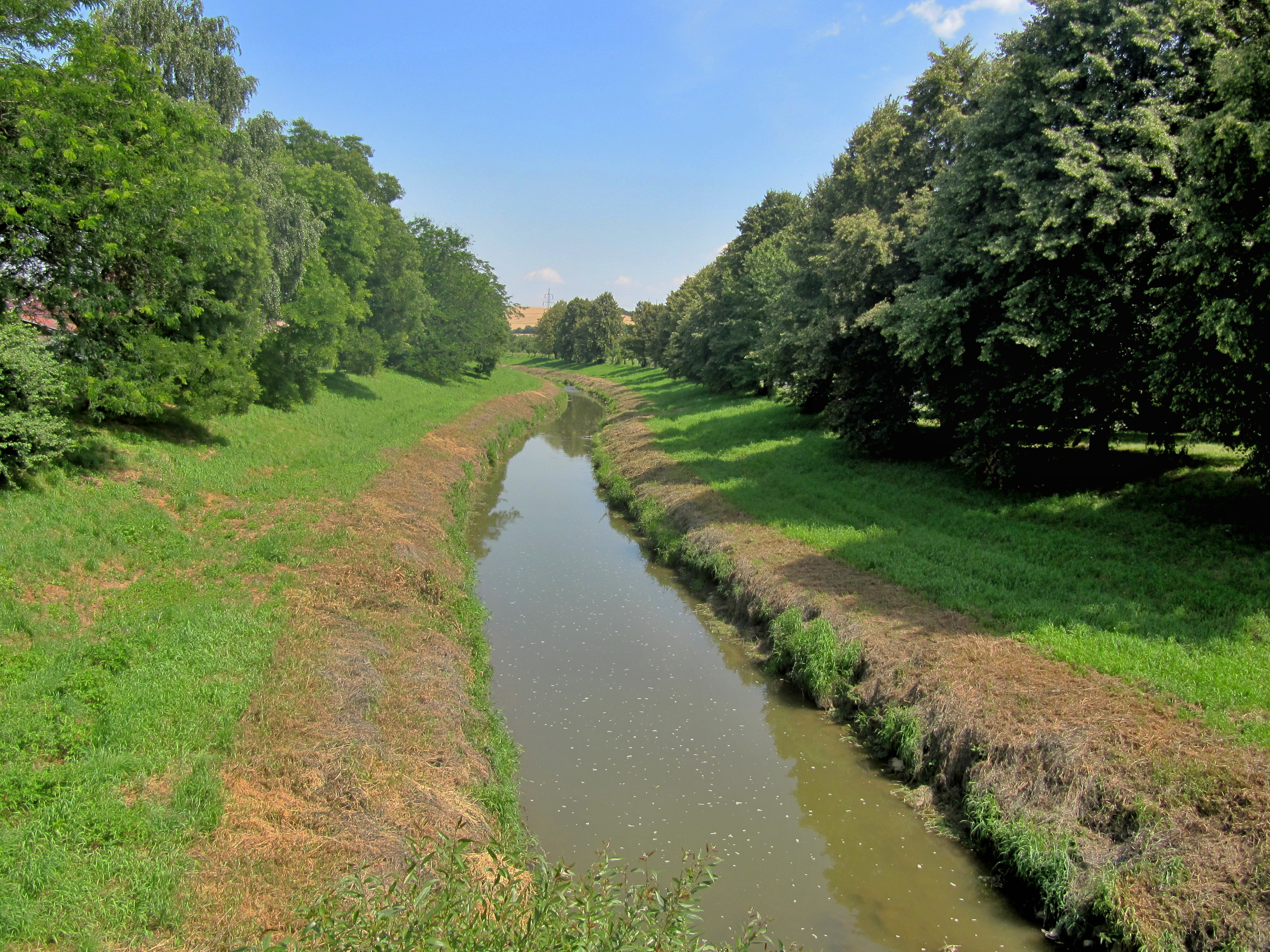
Říčka Moštěnka
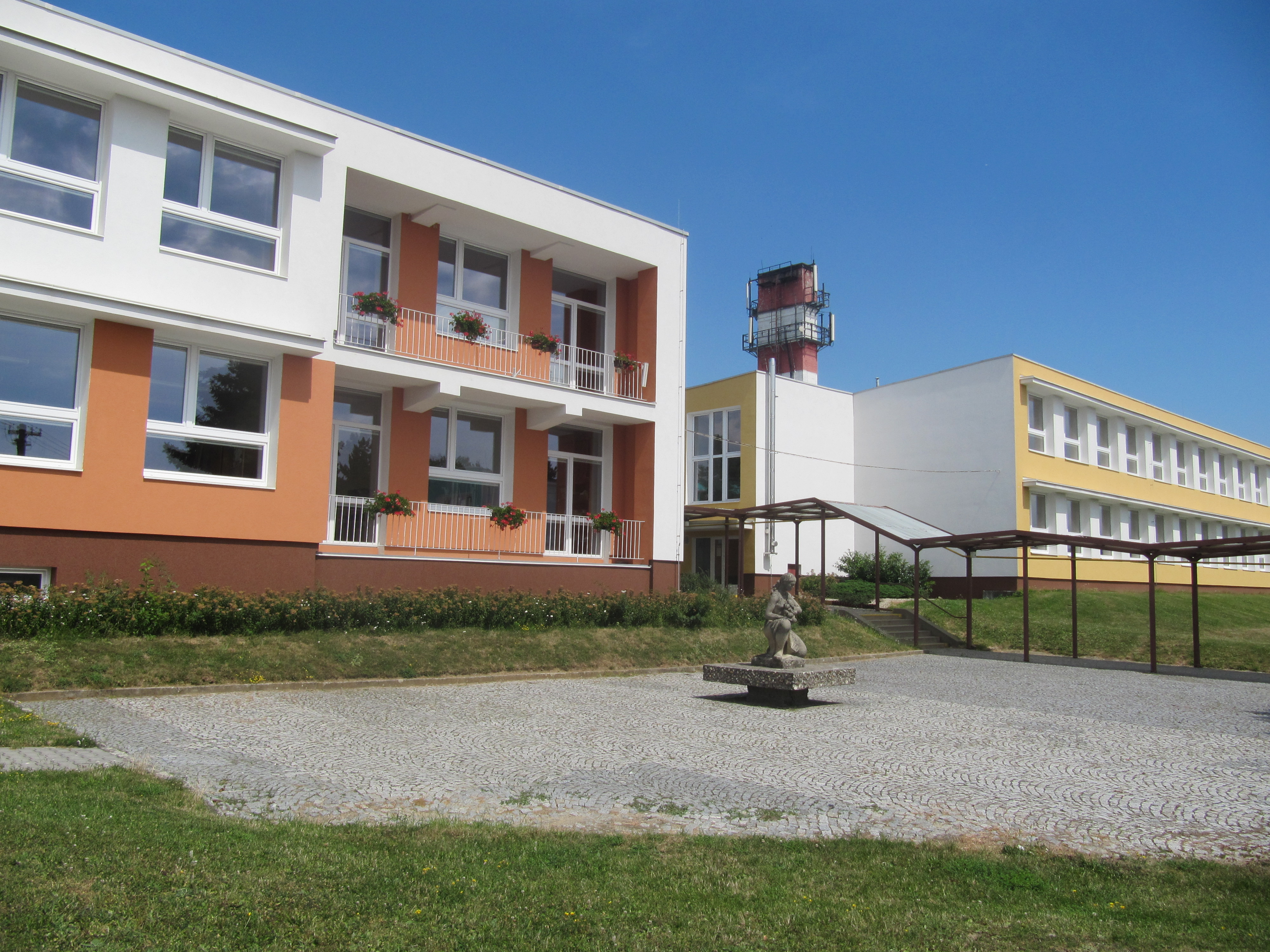
Základní škola

## Rodáci
V Horní Moštěnici se narodil poslanec Moravského zemského sněmu, později i poslanec Říšské rady a první český starosta Kroměříže Vojtěch Kulp.
Dalším rodákem byl slavista, baltista a jazykovědec (srovnávací lingvistika slovanských jazyků) Antonín Matzenauer.
Dne 27. září 1908 se zde narodil katolický kněz Václav Otáhal. Ordinován byl roku 1933. Sloužil jako kaplan ve  farnostech Vrahovice (1933–1935), Ohrozim (1935–1936) a Drahotuše (1936–1939). Nacisti jej zatkli v Drahotuších 1. září 1939 v rámci Akce Albrecht I. Zemřel v koncentračním táboře Dachau 1. prosince 1942 na následky flegmóny. Jeho jméno je uvedeno v seznamu českých katolických kněží a řeholníků perzekvovaných nacistickým režimem.